# Associazione Sportiva Fanfulla 1938-1939
Questa voce raccoglie le informazioni riguardanti l'Associazione Sportiva Fanfulla nelle competizioni ufficiali della stagione 1938-1939.

## Stagione
Dopo la promozione in Serie B della precedente stagione, per il Fanfulla arriva una tranquilla salvezza nella stagione 1938-1939. Con 34 punti nelle trentaquattro partite coglie il decimo posto in classifica.

## Rosa
| N. |                   | Ruolo | Calciatore         |
| -- | ----------------- | ----- | ------------------ |
|    | Italia (bandiera) | D     | Mario Acerbi       |
|    | Italia (bandiera) | D     | Bruno Baldini      |
|    | Italia (bandiera) | A     | Mario Bandirali    |
|    | Italia (bandiera) | P     | Alberto Barbieri   |
|    | Italia (bandiera) | A     | Renato Calzolai    |
|    | Italia (bandiera) | A     | Carlo Cattaneo     |
|    | Italia (bandiera) | D     | Alberto Citterio   |
|    | Italia (bandiera) | D     | Bruno Crola        |
|    | Italia (bandiera) | C     | Renato De Manzano  |
|    | Italia (bandiera) | C     | Oliviero Edelli    |
|    | Italia (bandiera) | P     | Alessandro Fregoni |

| N. |                   | Ruolo | Calciatore               |
| -- | ----------------- | ----- | ------------------------ |
|    | Italia (bandiera) | A     | Giovanni Garrone         |
|    | Italia (bandiera) | C     | Diego Ghezzi             |
|    | Italia (bandiera) | P     | Mario Giani              |
|    | Italia (bandiera) | A     | Elvezio Granata          |
|    | Italia (bandiera) | A     | Giulio Longhi            |
|    | Italia (bandiera) | C     | Vittorio Mattai Del Moro |
|    | Italia (bandiera) | C     | Giuseppe Pagni           |
|    | Italia (bandiera) | A     | Pietro Rebuzzi           |
|    | Italia (bandiera) | C     | Luigi Sabaini            |
|    | Italia (bandiera) | C     | Luigi Sichel             |
|    | Italia (bandiera) | A     | Bruno Vantini            |

## Calciomercato
| Acquisti | Acquisti         | Acquisti | Acquisti |
| R.       | Nome             | da       | Modalità |
| -------- | ---------------- | -------- | -------- |
| P        | Alberto Barbieri | Piacenza |          |
| A        | Renato Calzolai  | Spezia   |          |
| A        | Carlo Cattaneo   | Crema    |          |
| D        | Alberto Citterio | Lecco    |          |
| D        | Bruno Crola      | Liguria  |          |
| A        | Pietro Rebuzzi   | Brescia  |          |
| C        | Luigi Sabaini    | Verona   |          |

## Risultati

### Serie B

#### Girone di andata
| Arbitro: | Forni (Trento) |

|            |           |  |
| Sichel 72’ | Marcatori |  |

| Arbitro: | Fois (Roma) |

|          |           |            |
| Rier 25’ | Marcatori | 75’ Longhi |

| Arbitro: | Curradi (Firenze) |

|            |           |                               |
| Longhi 49’ | Marcatori | 33’ Pernigo 35’, 69’ Corbelli |

| Sanremo 9 ottobre 1938 4ª giornata | Sanremese        | 0 – 0 | Fanfulla | Stadio del Littorio\| Arbitro: \| Gnocchini (Como) \| |
| Arbitro:                           | Gnocchini (Como) |       |          |                                                       |

| Lodi 16 ottobre 1938 5ª giornata | Fanfulla        | 0 – 0 | Fiorentina | Stadio Dossenina\| Arbitro: \| Tonnetti (Roma) \| |
| Arbitro:                         | Tonnetti (Roma) |       |            |                                                   |

| Arbitro: | Biancone (Roma) |

|             |           |                               |
| Esposti 15’ | Marcatori | 34’, 36’ Rebuzzi II 55’ Crola |

| Lodi 30 ottobre 1938 7ª giornata | Fanfulla           | 0 – 0 | Pisa | Stadio Dossenina\| Arbitro: \| Salvagno (Trieste) \| |
| Arbitro:                         | Salvagno (Trieste) |       |      |                                                      |

| Arbitro: | Garzena (Voghera) |

|           |           |                               |
| Arata 16’ | Marcatori | 14’, 86’ Rebuzzi II 52’ Crola |

| Arbitro: | Gamba (Napoli) |

|                          |           |           |
| Villotti 41’ Svageli 66’ | Marcatori | 70’ Crola |

| Arbitro: | Neri (Vicenza) |

|                               |           |  |
| Rebuzzi II 18’ Longhi 59’ 89’ | Marcatori |  |

| Arbitro: | Biancone (Roma) |

|                                 |           |            |
| Citterio 14’ (aut.) Robotti 50’ | Marcatori | 73’ Longhi |

| Arbitro: | Limido (Milano) |

|  |           |            |
|  | Marcatori | 32’ Amadei |

| Arbitro: | Candela (Genova) |

|            |           |                       |
| Longhi 59’ | Marcatori | 26’ Torti 81’ Fiorini |

| Verona 8 gennaio 1939 14ª giornata | Verona          | 0 – 0 | Fanfulla | Campo di Via Bentegodi\| Arbitro: \| Viarengo (Asti) \| |
| Arbitro:                           | Viarengo (Asti) |       |          |                                                         |

| Arbitro: | Galeati (Bologna) |

|                         |           |              |
| Bovoli 75’ Alberico 80’ | Marcatori | 69’ Cattaneo |

| Arbitro: | Gamba (Napoli) |

|                                                          |           |  |
| Crola 3’ Cattaneo 55’ 65’ (rig.) Longhi 68’ Cattaneo 88’ | Marcatori |  |

| Arbitro: | Dellarole (Roma) |

|               |           |  |
| Diotalevi 81’ | Marcatori |  |

#### Girone di ritorno
| Salerno 5 febbraio 1939 18ª giornata | Salernitana      | 0 – 0 | Fanfulla | Stadio Littorio\| Arbitro: \| Soliani (Genova) \| |
| Arbitro:                             | Soliani (Genova) |       |          |                                                   |

| Arbitro: | Scotto (Savona) |

|             |           |  |
| Sabaini 83’ | Marcatori |  |

| Venezia 19 febbraio 1939 20ª giornata | Venezia          | 0 – 0 | Fanfulla | Stadio Pierluigi Penzo\| Arbitro: \| Melioli (Genova) \| |
| Arbitro:                              | Melioli (Genova) |       |          |                                                          |

| Arbitro: | Neri (Vicenza) |

|                  |           |             |
| Crola 47’ (rig.) | Marcatori | 10’ Imberti |

| Arbitro: | Gamba (Napoli) |

|                                                                  |           |  |
| Grolli 12’ Tagliasacchi 58’ Menti II 61’ (rig.) Di Benedetti 73’ | Marcatori |  |

| Arbitro: | Dellarole (Roma) |

|                                              |           |           |
| De Manzano 18’, 73’ Calzolai 45’ Vantini 63’ | Marcatori | 46’ Orzan |

| Arbitro: | Magrini (Perugia) |

|              |           |            |
| Faccenda 50’ | Marcatori | 52’ Ghezzi |

| Arbitro: | Jacovelli (Lanciano) |

|                                     |           |  |
| Longhi 55’ Crola 79’ De Manzano 86’ | Marcatori |  |

| Arbitro: | Coletti (Treviso) |

|           |           |  |
| Crola 39’ | Marcatori |  |

| Arbitro: | Dellarole (Roma) |

|           |           |  |
| Dapas 48’ | Marcatori |  |

| Arbitro: | Forni (Trento) |

|             |           |                              |
| Sabaini 77’ | Marcatori | 7’ 36’ Massiglia 62’ Robotti |

| Arbitro: | Moretti (Genova) |

|                        |           |  |
| Ciancamerla 22’ (rig.) | Marcatori |  |

| Arbitro: | Ronzio (Roma) |

|                    |           |                     |
| Fregoni 15’ (aut.) | Marcatori | 68’ (rig.) Cattaneo |

| Arbitro: | Galeati (Bologna) |

|                         |           |                   |
| Cattaneo 7’, 49’ (rig.) | Marcatori | 29’ Bruno Biagini |

| Arbitro: | Gnocchini (Como) |

|                         |           |  |
| Calzolai 43’ Longhi 49’ | Marcatori |  |

| Arbitro: | Bonivento (Venezia) |

|                          |           |  |
| Ussello 69’ Porcelli 83’ | Marcatori |  |

| Arbitro: | Scarpi (Dolo) |

|           |           |  |
| Crola 12’ | Marcatori |  |